# 荘子邦雄
荘子 邦雄（しょうじ くにお、1920年9月16日 - 2021年3月25日）は、日本の法学者。専門は刑法。東北大学名誉教授。札幌学院大学名誉教授。法学博士（北海道大学、1962年）。兵庫県出身。叙従三位。

## 略歴
- 1943年9月 九州帝国大学法文学部卒業
- 1943年12月 学徒出陣。野戦重砲兵第8連隊入営[3]
- 1945年11月 復員[4]
- 1949年5月 九州帝国大学大学院（旧制）特別研究生修了（指導教授：不破武夫）
- 1949年5月 九州大学法学部助教授
- 1952年4月 北海道大学法学部助教授
- 1956年1月 北海道大学法学部教授
- 1961年4月 東北大学法学部教授
- 1962年2月 論題「労働刑法」にて博士論文受く[5]。
- 1974年4月 東北大学法学部長
- 1984年3月 東北大学定年退官
- 1984年4月 東北大学名誉教授。札幌学院大学法学部教授、法学部長（1988年3月まで）
- 1988年4月 札幌学院大学学長
- 1991年3月 札幌学院大学定年退職
- 1991年4月 札幌学院大学名誉教授[6]

### 公職など
- 司法試験第二次試験考査委員（1962-1981）
- 宮城県麻薬中毒審査会委員（1962-1965）
- 矯正保護審議会委員（1975-1983）

## 受賞歴
- 1955年5月 草野賞受賞
- 1983年11月 紫綬褒章授章
- 1990年11月 勲二等旭日重光章

## 主著
- 『正当防衛』（有斐閣、1956年）
- 『刑法総論（現代法律学全集）』（青林書院、1969年初版、1996年第三版）
- 『労働刑法（総論）〔新版〕』（有斐閣、1975年）
- 『刑法における故意・過失の研究』（共著、一粒社、1989年）
- 『近代刑法思想史研究』（NTT出版、1994年）
- 『人間と戦争　一学徒兵の思想史』（朝日新聞出版、2013年）

など多数